# Lesley Klim
Pas d'image ? Cliquez ici

a Compétitions nationales et continentales officielles uniquement.

b Matchs officiels uniquement.
Dernière mise à jour le 25 mars 2022.
Lesley Klim, né le 16 janvier 1995 à Keetmanshoop, est un joueur international namibien de rugby à XV qui évolue au poste d'ailier et de centre.

## Biographie
Lesley Klim grandit à Keetmanshoop, ville du sud de la Namibie. Il est élevé par ses grands-parents, sa mère travaillant plus loin sur la côte. À 16 ans, il perd sa mère le jour de son anniversaire. Après avoir terminé son lycée dans sa ville natale, au sein de la PK de Villiers Secondary School, il intègre l'université des sciences et technologies de Namibie à Windhoek. Là, il est repéré par la fédération namibienne, et dispute le trophée mondial des moins de 20 ans en 2015. 
La même année, il intègre l'effectif des Namibia Welwitschias, avec qui il dispute 24 rencontres et inscrit 18 essais en deux saisons. Logiquement, il devient international namibien en 2017. 
En fin d'année 2017, à la fin de la saison de Currie Cup, il rejoint les Doncaster Knights, qui évoluent en Championship. Trois mois après son arrivée à Doncaster, il est recruté par les Ospreys pour les deux prochaines saisons.
Parti disputé la Coupe d'Afrique à l'été 2018, il se blesse gravement lors de la dernière rencontre face au Zimbabwe. Il ne revient qu'en mars 2019, étant prêté au Neath RFC,. Il est alors physiquement prêt pour disputer la Coupe du monde, où il est titulaire lors des deux grands matchs de sa sélection, face à l'Afrique du Sud et la Nouvelle-Zélande.
Lors de sa deuxième saison avec les Ospreys, il dispute quelques matchs avec l'équipe première. Il inscrit notamment un doublé face au Racing 92 en Coupe d'Europe. Mais en fort manque de temps de jeu, les Ospreys décident de le prêter en mars aux Jersey Reds, club de Championship. Néanmoins il ne peut porter le maillot des Reds, la saison étant interrompue à cause de la pandémie de Covid-19. Les Reds étaient néanmoins fortement intéressés par son profil, et il s'engage en faveur du club lors de l'intersaison 2020. Il ne reste qu'une saison à Jersey. En 2022, il est recruté par le Tel Aviv Heat pour la fin de saison, puis il rentre en Namibie, rejoignant l'UNAM.

## Statistiques

### En sélection
| Année | Compétition       | Matchs | Points | Essais | Transf. | Drops | Pénal. |
| ----- | ----------------- | ------ | ------ | ------ | ------- | ----- | ------ |
| 2017  | Coupe des nations | 1      | -      | -      | -       | -     | -      |
| 2017  | Coupe d'Afrique   | 4      | 15     | 3      | -       | -     | -      |
| 2017  | Test              | 2      | -      | -      | -       | -     | -      |
| 2018  | Coupe d'Afrique   | 4      | 25     | 5      | -       | -     | -      |
| 2019  | Coupe du monde    | 2      | -      | -      | -       | -     | -      |
| 2021  | Coupe d'Afrique   | 2      | 5      | 1      | -       | -     | -      |
| Total | Total             | 15     | 45     | 9      | -       | -     | -      |

| Essai | Adversaire    | Lieu                                                        | Compétition     | Date            | Résultat | Score |
| ----- | ------------- | ----------------------------------------------------------- | --------------- | --------------- | -------- | ----- |
| 2     | Sénégal       | Hage Geingob Rugby Stadium (en), Windhoek                   | Coupe d'Afrique | 8 juillet 2017  | Victoire | 95-0  |
| 1     | Kenya         | Hage Geingob Rugby Stadium (en), Windhoek                   | Coupe d'Afrique | 29 juillet 2017 | Victoire | 45-7  |
| 4     | Tunisie       | Hage Geingob Rugby Stadium (en), Windhoek                   | Coupe d'Afrique | 23 juin 2018    | Victoire | 118-0 |
| 1     | Zimbabwe      | Hartsfield Rugby Ground, Bulawayo                           | Coupe d'Afrique | 4 août 2018     | Victoire | 28-58 |
| 1     | Côte d'Ivoire | Stade du Lycée d'excellence Alassane Ouattara, Grand-Bassam | Coupe d'Afrique | 3 juillet 2021  | Défaite  | 24-13 |